# Ján Arpáš
Ján Arpáš (Bratislava, 7 novembre 1917 – 16 aprile 1976) è stato un calciatore cecoslovacco, dal 1939 al 1945 slovacco, di ruolo centrocampista.

## Carriera

### Club

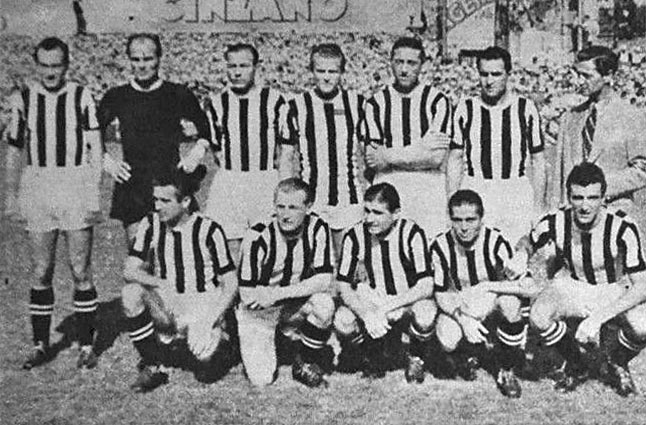
Arpáš (in piedi, terzo da sinistra) nel 1947 alla Juventus

Nel corso della sua carriera ha militato nel I. ČSŠK Bratislava e nella Juventus, dove arrivò dopo che la squadra aveva ceduto Čestmír Vycpálek, con cui aveva avuto pessimi rapporti sfociati in una rissa in campo.
Con la maglia bianconera debuttò in Serie A il 14 settembre 1947, segnando il secondo ed il terzo gol dei torinesi nella trasferta sul campo dell'Alessandria, gara conclusasi sul 3-1 a favore della sua squadra; il resto della sua stagione in Italia non fu particolarmente felice, venendo sostituito nel ruolo da Pietro Magni, quindi lasciò ad aprile 1948 la squadra, saltando alcuni allenamenti senza avvisare la squadra, e in seguito inviando un telegramma da Bratislava in cui chiedeva un nulla-osta per poter ritornare a giocare in patria. Per via del suo addio improvviso, non pochi ipotizzarono che Arpáš fosse una spia.

### Nazionale
Ha giocato 12 partite e segnato 4 reti con la Nazionale di calcio della Slovacchia, compreso il primo gol della sua nazionale, contro la nazionale tedesca, il 27 agosto 1939.